# (809875) 2020 BX12
(809875) 2020 BX12 — потенциально опасный околоземный двойной астероид. Астероид был открыт 27 января 2020 года в результате работы телескопов автоматической системы ATLAS в обсерватории Мауна-Лоа на Гавайях, США.
2020 BX12 был идентифицирован группой астрономов, которые были в основном вовлечены в проект ATLAS: Ларри Денно, Джона Тонри, Арен Хайнце и Генри Вейланда.
При открытии астероид получил временное имя A10jUnf. После подтверждения объекта, ему было присвоено предварительное обозначение 2020 BX12.

## Орбита и сближения с Землёй

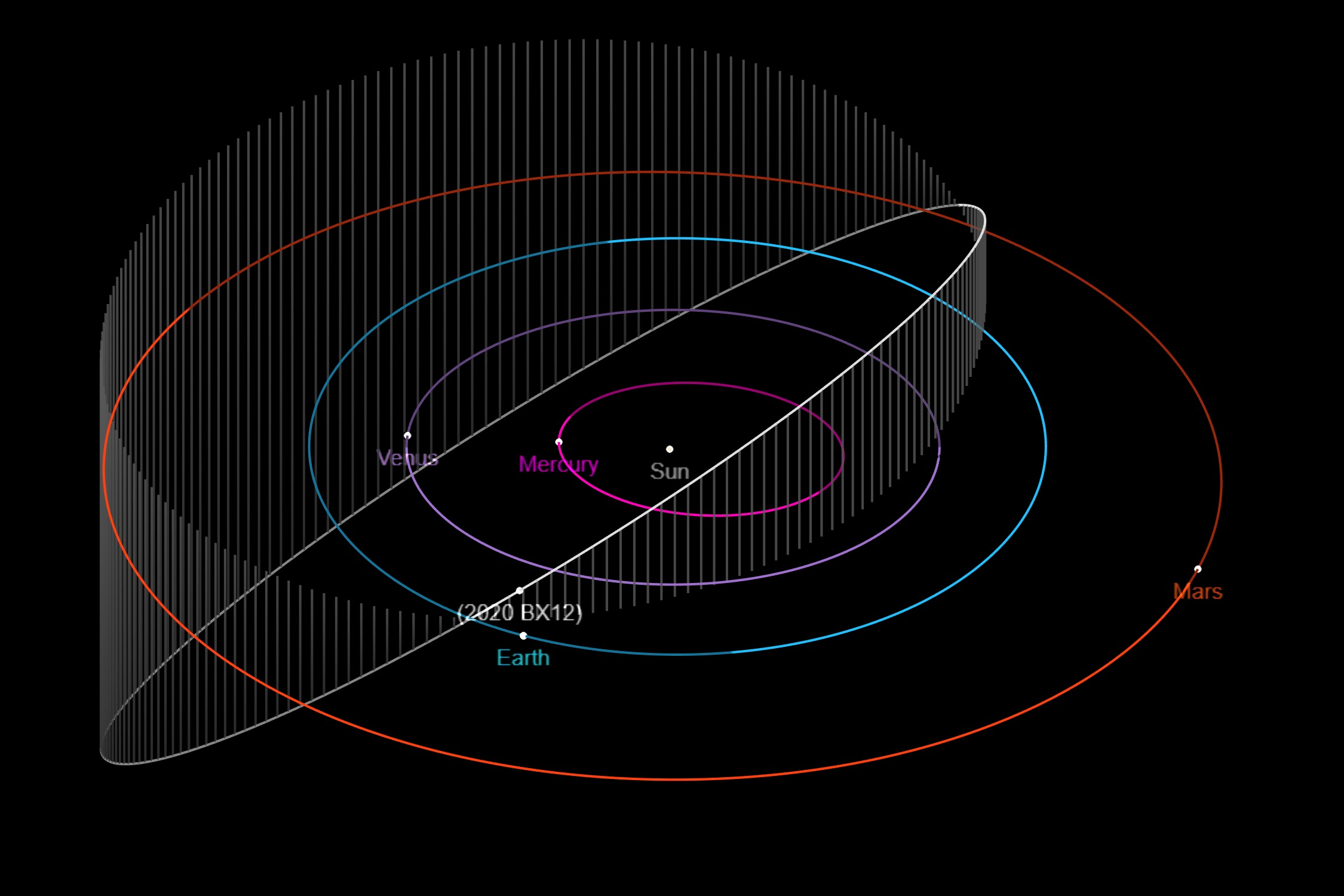
Орбита

Орбита астероида сильно вытянута и простирается от 0,76 а.е. до 2,44 а.е. Эксцентриситет орбиты равен 0,757. Астероид в своём движении может быть ближе к Солнцу, чем Венера и дальше, чем Марс. Формально он классифицируется как астероид, принадлежащий к группе околоземных астероидов аполлонов.
Орбита имеет достаточно большой наклон к плоскости эклиптики — 40°.
Орбита астероида пересекает орбиту Земли. Минимальное расстояние астероида с Землёй может составлять приблизительно 0,002 а.е. (0,30 млн км). Такое сближение позволяет считать астероид потенциально опасным, но в течение как минимум 200 лет таких проходов не будет. Астероид имеет индекс опасности по туринской шкале 0, то есть неопасен.
3 февраля 2020 года в 18:56 UTC, 2020 BX12 прошёл на расстоянии 0,02915 а.е. (4,36 млн км) от Земли. Астероид приближался к Земле со скоростью около 90 000 км/ч, а его видимый блеск достиг максимума 15,7 звёздной величины. Следующие два сближения с Землёй прошли в феврале 2022 и 2024 года на расстояния 0,18 а.е. и 0,34 а.е. соответственно.

### Сближения
| дата             | а. е.    | расстояний до Луны | небесное тело |
| ---------------- | -------- | ------------------ | ------------- |
| 01.02.1931 23:23 | 0,008910 | 3,47               | Земля         |
| 03.02.2020 18:56 | 0,029150 | 11,4               | Земля         |
| 28.06.2020 11:18 | 0,041915 | 16,3               | Марс          |
| 31.01.2101 15:09 | 0,044503 | 17,3               | Земля         |

## Физические характеристики
Благодаря сближению удалось провести радиолокационные наблюдения. Для обсерватории Аресибо в Пуэрто-Рико этот объект стал первым наблюдаемым после прекращения работы после землетрясений в декабре 2019 года. По наблюдениям удалось измерить размер, форму и период вращения астероида, а также у него был обнаружен небольшой спутник.
Астероид имеет почти круглую форму и диаметр порядка 165 метров. Скорость вращения точно не установлена, но получен верхний предел периода — 2,8 часа.

## Спутник
Спутник был обнаружен 4 февраля 2020 года Луизой Ф. Замбрано-Мари в обсерватории Аресибо.
Согласно номенклатурными правилами спутник получил предварительное обозначение S/2020 2020 BX12 1.
Расстояние между спутником и астероидом оценивается примерно в 360 м, что только в 4 раза больше диаметра астероида. Период обращения спутника составляет около 45—50 часов, и такой же период вращения вокруг оси.
Вращение спутника синхронизировано. Так как есть неопределённость в измерениях, есть ещё один возможный орбитальный период в 15—16 часов. Средний диаметр спутника не меньше 7 метров.